# Hebeloma birrus
Hebeloma birrus là một loài nấm ở Hymenogastraceae.